# ナイツ (ゲーム)
『ナイツ』（正式名称：ナイツ NiGHTS into dreams...）とは1996年7月5日、ソニックチームの製作でセガより発売されたセガサターン用ゲームソフト。

## 概要
独特でファンタスティックな夢の世界を、心地よいメロディの中で縦横無尽に飛び回り、悪夢の支配から自分たちの夢の世界を守る物語。作品の音楽や登場キャラクターは、後に同社で発売されている『ソニックアドベンチャー』や『ファンタシースターオンライン』などでも度々使用されている。
制作はソニックチームが担当。プロデューサー・メインプログラムはメガドライブ『ソニックシリーズ』メインプログラマーの中裕司、ディレクター・ナイツデザインは『ソニック・ザ・ヘッジホッグ』キャラクターデザイナーの大島直人、ゲームデザインは『ソニック・ザ・ヘッジホッグ3』を手掛けた飯塚隆、音楽は『リスター・ザ・シューティングスター』を手掛けた佐々木朋子、『ソニック・ザ・ヘッジホッグCD』を手掛けた幡谷尚史、本作がセガ入社後初の参加作品となった熊谷文恵、キャラクターデザインは『ソニック・ザ・ヘッジホッグCD』を手掛けた星野一幸。
広告のイメージキャラクターをKinKi Kidsの堂本光一と堂本剛の2人を起用。

## ストーリー

### プロローグ
人は眠りにつくと、その意識だけが「ナイトディメンション」という異次元空間へと旅立つ。そこには「イデア」と呼ばれる光に、人間の楽しいという意識が投影されることで作り出される「ナイトピア」と、暗く恐ろしい夢の世界「ナイトメア」が存在していた。
イデアには5つの種類が存在し、それぞれ純粋を表す「ホワイトイデア」、成長を表す「グリーンイデア」、知性を表す「ブルーイデア」、希望を表す「イエローイデア」、勇気あるものだけに宿る「レッドイデア」と呼ばれている。しかし、今では全てのイデアを持つものは珍しく、特にレッドイデアを持つものはほとんどいなくなってしまった。
ナイトメアの支配者「ワイズマン」は、夢の世界を悪夢の世界にしようとナイトピアに侵攻を開始し、夢を見る人々「ビジター」からイデアを奪いナイトピアを消滅させようとしていた。ワイズマンは数々のナイトメアンを生み出し、ナイトピアに送り込んだ。
その中には、ワイズマンが自分の片腕として生み出した極めて優秀な魔人『ファーストレベル』のナイトメアンである「ナイツ」と「リアラ」もいた。しかし、ナイツはその自由奔放な性格ゆえにワイズマンの逆鱗に触れ、また彼を快く思わないリアラの悪計にはまって、夢の狭間に存在する「イデアパレス」に監禁されてしまう。こうして、人々の夢は悪夢に支配されつつあった。
ツインシーズに暮らす少女「クラリス」と少年「エリオット」も、それぞれのナイトピアでこの事件に巻き込まれ、ナイトメアンに4つのイデアを奪われてしまう。しかし、自らのナイトピアを守ろうと勇気を振り絞った2人の頭上にレッドイデアが現れ、ナイトピアの消滅は免れる。
そんな時2人は、イデアパレスに監禁されているナイツに出会う。ナイツは、自身を短時間だけイデアパレスから解放する鍵となる「勇気のイデア」を持つ2人に対し、ナイトメアンから奪われたイデアを奪い返してワイズマンを倒し、ナイトピアを平和な世界にしようと持ちかける。
こうして、夢の中で出会った3人の果てしない冒険の旅が始まるのだった。

## キャラクター
キャラクターボイスはセガスタッフが担当している。

### 主要人物
ナイツ（NiGHTS）
本作の主人公。ナイトメアンの創造主ワイズマンの手で片腕として生み出されたファーストレベルのナイトメアンの1人。
その出自からわかるように元より「悪夢の世界の住人」でありナイトメアン本来のクレイジーな面も持っているが、生まれ持った自由奔放な性格から生みの親であるワイズマンに反抗したためにイデアパレスに監禁されてしまう。
他のナイトメアンより優れた空を自由に飛行する能力と、体の形をたくみに変えて地形に応じたさまざまな姿に変形する能力を持つ他、ファーストレベルであるナイツはビジター（夢を見る人々）とデュアライズ(同化)するという特徴的な能力を持っているが、イデアパレスに幽閉されている現在ではその力も抑制されており、イデアが無くてはワイズマンの結界を破壊することができないため、外に出ることは叶わず、出られても極短い時間だけである。
悪夢の世界に迷い込んできたクラリスとエリオットが勇気のイデアの持ち主であることを知り、お互いの利害関係が一致していたことから協力を条件に監禁から解放するよう持ち掛け、一時の自由を得るのと引き換えに二人の冒険を手助けし共にワイズマンに立ち向かう。
ナイツを含め、夢の中の住人たちが話す言葉はすべてビジターが無意識に作り出した夢語で、デュアライズが解除される瞬間にナイツが叫ぶ「アディーマ!（= あばよ!）」など、実際に存在する言語に近いが、実在はしない。
ナイツのデザインを担当したディレクターの大島直人による「これからピエロのブームが来る！」という閃きによってピエロをモチーフとしたデザインになったという。
クラリス・シンクレア（CLARIS SINCLAIR）
最初にナイツと出会うことになる15歳の少女（※海外版では14歳）。いまや稀である勇気のイデアを持つ。赤い瞳で、ピンク色の髪をポニーテールにしている。
芸術家の家庭に生まれ高い感受性を持っているが、15歳ながら未だに甘えん坊の恥ずかしがり屋で不安に駆られやすい性格。
ミュージカルの舞台に立つという夢を持ち、住んでいる街の100周年記念で開催されるミュージカルのオーディションの2次審査通過を果たしたものの、シャイな性格が災いし、初めて立った舞台の広さとスポットライトに圧倒されたために生じた不安と恐れから自信を喪失して悪夢の世界に迷い込んでしまい、そこでナイツと出会うことになる。
エンディングでは現実世界でエリオットと再会を果たす。続編である『クリスマスナイツ』のエンディングではエリオットとは相思相愛の仲になる。
エリオット・エドワーズ（ELLIOT EDWARDS）
声 - 星野一幸（キャラクターデザイナー）
クラリスと同じようにいまや稀である勇気のイデアを持つ15歳の少年（※海外版では14歳）。青い瞳にスポーツ刈りの青い髪をしている。
いわゆる優等生でクールで人前で感情をあまりださない性格だがスポーツが好き。特に得意であるバスケットの腕前は同級生の誰も敵わないほど。
ある日、近所のコートで仲間とバスケットボールをプレイ中、高校生のグループに突然乱入され実力の差を見せつけられた上に、彼らに追い出されてしまう。負けると分かっている勝負にアッサリと身を引く彼だが冷静な表情の奥底では屈辱的な思いで一杯となっていた。その出来事がきっかけで悪夢の世界に迷い込んでしまい、悔しさや苦しみから逃げ出そうとしていた時にナイツと出会う。
エンディングでは現実世界でクラリスと再会する。続編の『クリスマスナイツ』ではクラリスと恋仲になる。

### ナイトピアン
夢の世界ナイトピアの住人。楽しいことが大好きで、ビジターに楽しい夢を見せてくれる存在。ゲーム中ではステージのそこかしこにいるが味方でも敵でもない。詳しくは後述の「#「A-LIFE」システム」を参照。

### ナイトメアン
ゲームの敵キャラクターであるナイトメアンは、ナイトメアマスター、ファーストレベル、セカンドレベル、サードレベルの4種類に分けられる。ファーストとセカンドは各ステージのボス、サードは雑魚キャラクターである。
ワイズマン（Wizeman）
ナイトメアディメンジョンに最初に誕生した知的生命体で、ナイトメアの世界を創造した謎の存在。ナイトメアマスターであり、ほぼ全てのナイトメアンの創造主でもある。鉄兜のような頭に実体の無い体、怪しく輝くマントを着用しており、体から離れた目玉の着いた6つの手がある。夢の世界を完全征服するべくナイトピアの消滅を目論んでおり、ナイトピアの根源であるイデアを奪ってビジターを悪夢の世界に引きずり込もうとしている。
リアラ（Reala）
ナイツと共に生み出されたファーストレベルのナイトメアンであり、ナイツのライバル。ナイツに姿形は似ているものの彼とは対照的に性格は冷酷で残忍で顔も禍々しく、ワイズマンに絶対の忠誠を誓っている。ナイツと共に生み出されたが、正反対の性格ゆえにその存在を快く思っておらず、彼を罠にはめて夢の狭間へと追いやった。

## ゲームシステム

### アクション
ナイツとデュアライズしている状態で様々なアクションが可能となる。
飛行
飛びたい方向に方向キーを押し続けると上下左右に移動できる。
ドリルダッシュ
回転しながらダッシュするアクション。A・B・Cボタンのどれかを押しっぱなしにする。減速してしまったときに素早く最高速に達するほか、ナイトメアンに対して攻撃するときなどに使われる。ドリルダッシュには画面左下のゲージで使用時間が制限されているがリングを通過すると少しずつ回復する。ゲージがゼロでも約0.5秒だけドリルダッシュができる。
パラループ
ナイツが空を飛んでいる際に光の軌跡（トゥインクルダスト）が一定時間表示される。この光の軌跡を途切れさせず一つの輪にすると「パラループ」が発生し、輪の中のナイトメアンを消滅させたりアイテムを同時に大量に獲得したりすることができる。パラループは3次元的に発生するのでコースの手前や奥のアイテムを回収できることがある。パラループでのアイテム回収は若干のタイムラグが発生するため、これを有効活用することでリンクをより長く維持することもできる。また、特定の場所でパラループをすることにより、隠しアイテムが登場することもある。
タッチダッシュ
タッチ状態（ナイトメアンを捕まえている状態）でドリルダッシュするとナイトメアンを弾き飛ばすことができる。
タッチループ
タッチ状態でほおっておくとナイツはゆっくりと勝手に回りだし、小さいパラループが発生する。
アクロバット飛行
飛行中にL / Rボタンを押すと、入力している方向キーの組み合わせに応じて特殊なアクションを起こすことができる。アクロバット飛行自体にそれほど有用性は無いが、飛び方に「遊び」をつけたり、ある特殊なリング（アクロリング）を通過すると発生する「アクロバットタイム」時にボーナススコアが入る。また、L+Rボタン同時押しの急停止でアクロバットタイム時は終了し、最後のボーナススコアがもう一度入る。
急停止
L+Rボタン同時押しで、タッチダッシュ中でも急停止することができる。
方向転換
ナイツが静止中（直立ポーズ）にLボタンを押すと左に、Rボタンを押すと右に向きを変えられる。

### ステージ
クラリスドリーム
SPRING VALLEY（スプリングバレー）
- 水と緑が豊かな山岳地帯。クラリスの理想的存在である父親像によって創り出された世界。

BGM：「Paternal Horn」。
MYSTIC FOREST（ミスティックフォレスト）
- 霧に包まれた森と道路標識が融合した世界。クラリスの無意識への探究心から産みだされた。

BGM：「Gloom of The N.H.C.」。N.H.C.はNatinal Highway Corporationの略。
SOFT MUSEUM（ソフトミュージアム）
- 欧州風の庭園にそびえ立つ不思議な美術館。これまでの自分から大きな変化を遂げようとするクラリスの動揺により創り出された。名前の通り、壁や床がトランポリンのような弾力性と柔軟性を帯びており、接触すると大きく弾かれるという特徴がある。

BGM：「Suburban Museum」。
エリオットドリーム
SPLASH GARDEN（スプラッシュガーデン）
- 水中に誕生した公園。深い愛情のもとで育てられたエリオットの意識が投影された世界。曲は「The Amazing Water」。

FROZEN BELL（フローズンベル）
- 雪に覆われた丘陵地帯。エリオットがこれまでの自分を振り返り、見つめ直したことで産まれた世界。曲は「Take The Snow Train」。

STICK CANYON（スティックキャニオン）
- 荒れた大地と建設途中の工場が融合する渓谷地帯。これまでのしがらみから脱し、新たな自分を構築しようとして混乱しているエリオットの心理によって創造された世界。

BGM：「Under Construction」。
最終ドリーム
TWIN SEEDS（ツインシーズ）
- 2人が現在暮らしている街「ツインシーズ」にそっくりな夢の世界。

BGM：「Growing Wings」。

#### 目的
エリオット、もしくはクラリスとなってそれぞれの夢の世界「ナイトピア」に降り立つところからゲームが始まる。ステージ開始当初は人間の姿であり非力だが、イデアパレスに幽閉されているナイツとデュアライズすることで飛行能力を得ることができる。
ゲームの目的は主人公たちの表の夢の世界「ナイトピア」で敵キャラクター（ナイトメアン）に奪われてしまったイデアを取り戻し、悪夢の元凶である「ナイトメア」（ボスステージ）へ移動してそこにいるボス（強力なナイトメアン）を倒すことである。なお、ボスを倒す条件や方法はどれも異なる。

#### ダメージ
基本的にはナイトメアン自体に触れてもダメージは受けないが、デュアライズ中にナイトメアンの攻撃を受ける毎にナイツ・タイム(後述)が5秒減ってしまう。

#### ナイトピアでの目的
ステージ選択後は必ず「ナイトピア」からゲームを開始する。ナイトピアとはクラリスとエリオットの楽しい夢の世界で、意識の象徴であるイデアによって形成されているという設定になっており、それを表したデザインとなっている。
イデアはプレイヤーの周囲を飛び回る光の球体として表現され、純粋をあらわす「ホワイト」、成長をあらわす「グリーン」、知性を現す「ブルー」、希望を表す「イエロー」が存在し、最初からその全てを持っているが、ものの数秒も経たずにナイトピアに進入して来たナイトメアの住人「ナイトメアン」に奪われてしまう。
イデアが無くなればナイトピアは消滅し、夢の世界はナイトメア（悪夢）になってしまう所を、ナイトピアの世界を守るために忘れかけていた勇気を現す「レッド」のイデアが現れる。
ナイトピアでは奪われた４つのイデアを再び取り戻し、奉納することが目的となる。

##### ゲームの開始 - コースとデュアライズ
ナイトピアではステージ開始時に取り戻した「勇気のイデア」を媒体にイデアパレスでナイツとデュアライズする必要がある。
ステージマップは一つの小さな箱庭状、かつ画面は3Dで表現されるが、デュアライズ中は飛行コースに沿った2D横スクロール（一部ステージギミックによる例外あり）となる。コースはイデアパレスをスタート / ゴール地点にして、マップをぐるりと周回する形式。コースは1つのステージに4つ存在し、コース1に捕らわれたイデアを奪還しイデアパレスに奉納するとコースが切り替わり、次のコース（コース2）のイデアを奪還……といった形でゲームが進行する。
デュアライズ中は画面上部に「ナイツ・タイム」が表示され、ナイツが自由でいられる残り時間（秒）を確認できる。これがゼロになるまでにいずれかのイデアをイデアパレスに奉納できないと、デュアライズが解けてエリオットもしくはクラリスの姿に戻ってしまう。デュアライズが解けた状態でも見下ろし3Dの画面でエリオットもしくはクラリスを操作しイデアを解放することができる。
デュアライズの残り時間はイデアをイデアパレスに奉納(＝コースクリア)すると一律で120秒まで回復する。この時エリオットまたはクラリスの状態であればナイツとデュアライズして次のコースへ移行する。

##### イデアの解放 - 奉納
イデアを取り戻すために敵を倒すという行為を必要とはしていない事も本作の特徴である。イデアは各コース１か所ずつ存在する「イデアキャプチャー」と呼ばれる機械に取り込まれており、破壊することで取り戻すことができる。
破壊するためには、ステージ(ないしコース)内に配置された「ブルーチップ」を取得した状態でイデアキャプチャーに入り、計20個のブルーチップを吸収させる必要がある。破壊後は取り込まれていたイデアがナイツの周囲を飛び回り視覚的に確認できる。
イデアの解放はエリオット、またはクラリスの状態でも可能でその間は制限時間は存在しない。ただしゲームオーバーのリスクやデュアライズ状態よりも移動速度が遅く、デュアライズが解除されるとそれまでにそのコースで獲得したスコアが0になるなどのデメリットが存在するためハイスコアを狙うには回避する必要性が生じる。
取り戻したイデアをパレスに奉納することでコースクリアとなり次のコースに切り替わる。
4つ全てのイデアを取り戻し、奉納するとプレイヤーはボスの待つ「ナイトメア」へと旅立つことになる。

##### スコア稼ぎと計算方法
アイテムを連続で取ったり、「リング」に連続で通ると（リングは一度通ると消滅する）「リンク (Link)」となり、スコアにボーナスが入り、スコアが高ければ高いほどイデア奉納時に出されるランクも高くなる。
またイデア奪還時には経過時間に応じたボーナススコアが加算され、その後イデアをイデアパレスに奉納するまでの間、全ての取得スコアが2倍になるボーナスタイムに移行する。
デュアライズ中はイデアを取り戻した後もイデアパレスの上を通り越せば、奉納せずにもう一度同じルートを周回することもできる。この時イデアパレス通過前に獲得したブルーチップやリングなどのアイテムなどは復活し、再度スコアとして取得できる。
コースクリア時、スコアに応じたランクが表示される。このランクはコース(ラップ)ごとに記録され、最高ランクは「A」となっている。しかしスコアは人間に戻ってしまうと非常に下がってしまうため、いかに限られた時間内で多くのスコアを得るかがポイントである。
特に、高ランクを得ようとした場合、イデアキャプチャー破壊 - そのまま奉納のルートではE - Cランク程度が限界のため、それ以上のランクを得るには必然的に周回を繰り返す必要がある。
システム上強制はされていないものの、短い時間でより早くイデアを奪還し、より多くリンクし、より多く周回を繰り返すことで、スコアをより高くし、ランクを上げるというのがこのゲームの真の目的である。しかし欲張りすぎると時間切れでデュアライズが解除されてしまうため、その辺りのさじ加減も重要である。
なお、イデア解放までにかかる時間はスコアに大きく影響するが、イデア解放後にイデアパレスに奉納するまでどれだけ時間がかかっても、スコアに影響はない。

##### ゲームオーバー
ナイトピアでは時間切れでデュアライズが解除されてもゲームオーバー（このゲームでは「ナイトオーバー / night.over」と呼ぶ）にはならない。エリオットまたはクラリスの状態で出現するアラームエッグ（卵の形をした目覚まし時計）に捕まってしまうとゲームオーバーである。
このアラームエッグは比較的動きが遅いため、そう簡単につかまることはなく、地面から浮いた足場には上ることができないため、少し気をつけていれば捕まることはまずない。また、アラームエッグはナイツとデュアライズ状態では出現しない。

#### ナイトメアでの目的
ナイトメアでは巨大な敵「ナイトメアン」と対決することになる。
ナイトメアンはクラス分けされており、ここで戦うこととなるナイトメアンは、ナイトピアに登場する小型のサードレベルのナイトメアンよりも強力な「セカンドレベル」、もしくは「ファーストレベル」のナイトメアンである。ナイトメアのナイトメアンのほとんどは巨大な身体を持ち、多様な攻撃でナイツを苦しめる。
ナイトメアでの時間切れは即刻ナイトオーバーであるため、限られた時間内でナイトメアンにダメージを与え倒さねばならない。しかし中には通常の攻撃だとまったくダメージを与えられないナイトメアンも存在し、彼らを倒すにはナイトメアに用意されたトラップを利用しなくてはならない場合もある。ナイトメアンをより早く倒すと、残り時間に応じてボーナス倍率が得られる。ボーナス倍率はナイトピアで得たスコアを1.0倍～2.0倍まで0.1倍刻みで増加させるものである（倍率は残りタイムにより決定される）。

##### ボス
ステージ毎に決まったボスが出現するが、ワイズマンを除く6体を全て倒すとランダムで出現ボスが変化するようになる（オプションで設定を変更することで固定することも可能）。
ギルウィング（Gillwing）
竜のような姿をしたセカンドレベルのナイトメアン。
セカンドレベルの中で最も巨大な体を持つが、知能は低く敵と判別したものをひたすら追いかける。再生する前の頭や尻尾に触れるとダメージを受ける。尻尾には再生能力があり、タッチダッシュで頭を弾くと再び頭が生える。頭が再生した分だけ尻尾は短くなり、最後まで弾くと倒すことができる。尻尾の先端にパラループを当て一撃で倒す方法も存在する。
BGM：「The Dragon Gave a Loud Scream」。
パフィー（Puffy）
ウサギのような太った貴婦人の姿をしたセカンドレベルのナイトメアン。セカンドレベル唯一の女性型。
ボールのような自らの体を生かし、バウンドによる攻撃を行う。ナイツの攻撃は基本的に効かないが、ステージの奥まで弾き飛ばして行き一番奥の部屋にある罠にはめることで倒すことができる。
BGM：「She Had Long Ears」。
ガルポ（Gulpo）
超巨大魚の姿をしたセカンドレベルのナイトメアン。見た目に反し冷静な性格。鈍重である自身の欠点を理解しており、周囲に獲物を捕らえるための魚型のワナを巡らせている。
周囲の魚の形をしたワナ（ダッシュボール）に光のような弾を放ち攻撃してくる。周囲のワナ（ダッシュボール）を使いナイツ自体を弾かせ、体当たりする方法で攻撃する。
BGM：「Deep It Lies」。
クロウズ（Claws）
黒猫型のセカンドレベルのナイトメアン。意地悪な性格で正面からの勝負はしない。
ステージに設置されたネズミ花火に点火、発射し攻撃してくる。逃げ足が速くナイツでも追いつきにくいが、ネズミ花火を壊し続けると逃げ場を失い、攻撃できるようになる。
BGM：「E-LE-KI Sparkle」。
ジャックル（Jackle）
魔術師のような姿をしたセカンドレベルのナイトメアン。
セカンドレベルの中でも最もクレイジーな性格で、何が何でもビジターを怖がらせようとしている。ワイズマンがファーストレベルを創り出した際の失敗作であるといわれている。
BGM：「The Mantle」。
追尾トランプによる攻撃を行う。マントをまとっている間はダメージを受けないが、接近しマントを剥がすことによって攻撃できる。
リアラ（Reala）
ナイツと同等の能力を持つファーストレベル。ナイツのライバル。
ドリルダッシュやタッチダッシュは効かないが、パラループを発生させてそこに入れることでダメージを与えられる。リアラもパラループを使ってくる。
BGM：「NiGHTS and Reala」。
倒すと2P VSモードが解放される。ルールはリアラ戦と同じ。
ワイズマン（Wizeman）
ナイツやリアラなどのナイトメアンを創り出した存在で、ナイトメアの創造主・支配者。
攻撃をかわしながら接近し、二人のナイツで結界に貼り付いて破壊することで体当たりができる。
BGM：「D'Force Master」。D'Forceは「Dream Force」の略で、「ダーフォース」と発音する。

### スコアとランク、ストーリー進行の関係
ナイトピア4コースのスコア合計にナイトメアで得た倍率ボーナスを掛けたスコアがそのステージでの最終スコアとして集計される。このスコアに応じて最終的なランク（A～F）も下される。なお、スコアとランクの関係はステージごとに異なる。
クラリスとエリオット各4ステージずつ存在するが、第4ステージは第1から第3でランク「C」以上を取ることで解放される。また、4ステージ全てでランク「A」を出してゲームをクリアすると通常とは違った展開になるため、すべてのストーリーを見るためにもスコア稼ぎを則す仕組みになっている。

### 「A-LIFE」システム
本ソフトには「A-LIFE」システムという人工生命（ライフゲーム）の要素がある。（ゲーム進行上のルールには一切影響しないおまけ的な要素である。）
マップ上に存在する「ナイトピアン」というキャラクターの制御に用いられており、「ナイトピアン」は頭に天使の輪がかかったかわいらしいキャラクターとして表現され、マップの各所で生活をしている。プレイヤーが彼らに対してネガティブ（パラループで消滅させる）な行為をしたり、逆にポジティブ（ナイトメアンに襲われている彼らを助け出す）な行為をとったりすると、ナイツに対する感情に変化が生まれ、ゲーム中のBGMがリアルタイムで変化する。
ナイトピアン同士がぶつかると卵が生まれることがあり、それをタッチして孵化を促すことで新しいナイトピアンを誕生させることができる。ドリルダッシュやタッチダッシュでナイトピアンにナイトメアンをぶつけることで、ナイトピアンとナイトメアンが掛け合わされた生命体「メピアン」を誕生がする。メピアン同士の交配の結果として、ピアンのパーツのみが遺伝した場合には「スーパーピアン」が生まれる。
ナイトピアンたちはドリームごとに特殊な行動をすることがある（楽器を持っていたり歌を歌ったりするなど）。
ナイトピアンは「パラループ」で消滅させることもできるが、かなり悲痛な叫び声とともに消えるので、あまり気持ちの良いものとは言えない。ナイトピアンと直接干渉する機会はあまり多くなく、プレイしている最中に発生する突発的な出来事によって状況が変化することが多いため、どちらかというと彼らとの干渉はライフゲームに近い感覚である。
この「A-LIFE」はドリームキャスト用ソフト「ソニックアドベンチャー」シリーズで「チャオ」という形になって導入されることとなるが、そちらはライフゲームというよりも育成ゲームに近い形であり、原型をとどめているとは言いがたい。『ファンタシースターオンライン』では、ある条件を満たすことにより「ナイトピアン」と「チャオ」の形をした防具を作ることができ、これらのキャラクターはソニックチームを代表するキャラクターにもなっている。
続編の『ナイツ 〜星降る夜の物語〜』にも引き継がれたが、そちらでは要素の変化が発生してもBGMの進行に影響を及ぼすことはない。

## 音楽
本作は「ナイトピアン」と「ナイツ」との友好関係度によってゲーム中の音楽が節ごとにリアルタイムで変動する。これは「プレイヤーが現在どのような状況であるか」ではなく「プレイヤーが今の今までどのようなプレーをしてきたか」を表すものであり、このゲームの音楽はプレイスタイルによって千差万別となるという最大の特徴がある。ナイトピアンとの友好関係はステージごとに個別で存在する。なお、この変動は本ソフトのセーブデータがある状態でクリスマスナイツのおまけモードをプレイすると自由にカスタマイズして視聴することができる。
本作で使用されているBGMは『リスター・ザ・シューティングスター』を手掛けた佐々木朋子（ササキトモコ）や『ソニック・ザ・ヘッジホッグCD』を手掛けた幡谷尚史、本作がセガ入社後初の参加作品となった熊谷文恵によって作曲されている。なお、佐々木は2001年にセガから分社化したウェーブマスターに移転し、『ROOMMANIA#203』などのシリーズに携わった。幡谷は『スペースチャンネル5』など様々なセガタイトルに、熊谷は『ソニックアドベンチャー』など多くの「ソニックシリーズ」タイトルに関わっていったが、2010年にセガを退社している。
すべてのステージでランクAをとってクリアすると、スタッフロール時のエンディングソング「DREAMS DREAMS」が子供（Cameron Earl Strother & Jasmine Allen）の歌うものから大人の男女（Curtis King Jr. & Dana Calitri）によるデュエット曲に変化する。

## 続編・関連作品

### 続編
クリスマスナイツ
通常版ナイツの体験版兼ファンディスク的な内容の番外編。
ナイツ（PlayStation 2）
2008年2月21日にPlayStation 2向けに発売された、セガサターン版の発売から12年を経ての移植。ストーリーや基本システムはそのまま引き継がれている。セガサターン版のグラフィックを再現した「SEGASATURN DREAM」モードとグラフィックを一新した「BRAND NEW DREAM」モードを搭載している。また様々な追加要素がある。
ナイツ 〜星降る夜の物語〜
2007年12月13日に、正式な続編としてWii用ソフトとして『ナイツ 〜星降る夜の物語〜』が発売された。
ナイツ（PlayStation 3&Xbox 360）
2012年10月4日にPlayStation 3、同年10月5日にXbox 360にダウンロード限定として移植される。グラフィックをHD化のほか、サターン版と改良版の2種類だが、条件を満たすとプレイできる冬季限定版モードを収録。
Xbox 360版がXbox OneとXbox Series X/Sでソフトのダウンロード販売は2024年12月6日11:59をもって終了。
ナイツ（Steam）
2012年12月17日にリリース。内容はPS3版・Xbox 360版と同じ。ソフトのダウンロード販売は2024年12月6日11:59をもって終了。

### CD
- DREAMS DREAMS
  - ユニット名「Talking Moon」名義にて「Curtis King Jr.」と「Dana Calitri」のボーカルによるセガサターン版『ナイツ』の主題歌「DREAMS DREAMS」の大人バージョンと同ゲームのBGM「Message from Nightpia」をシングルカットして収録したシングルCD、1996年6月26日発売、発売元はポリグラム株式会社、
- NiGHTS Original Soundtrack
  - セガサターン版『ナイツ』のオリジナルサウンドトラック1996年7月9日発売、発売元はポリグラム株式会社
- NiGHTS into Dreams... PERFECT ALBUM
  - PlayStation 2への移植を記念して、オリジナル版および『クリスマスナイツ』で使用された音楽を収録したサウンドトラックCDがPlayStation 2版と同時（2008年2月21日）に発売された。内蔵音源楽曲は当時の開発機材を使用しオリジナルデータから新たに収録されている[10]。発売元はウェーブマスター。

### その他
『プロ野球グレイテストイナン'97』ではオリジナルチームに「ナイツ」が登場。本作やソニックシリーズなど、セガキャラクターが多数参戦していた。
『ソニックアドベンチャー』のあるステージではナイツがゲスト的に出演し、そのマップの一部もかなり忠実に再現されている。
PlayStation 2用の周辺機器EyeToyを用いたソフトSEGA SuperStarsでは、ミニゲームの一つとしてナイツも入っており、プレイヤーが実際に両手を広げて大空を飛んでリングをくぐるという内容になっている。
『ソニックピンボールパーティー』にはナイツをモチーフとしたピンボール台が登場する。
『ソニックライダーズ』では、使用キャラクターの中にナイツが入っている。その他にもニンテンドー ゲームキューブで発売された『ファンタシースターオンライン エピソード1&2』のミニゲーム（GBAジョイキャリー用「NiGHTS～SCORE ATTACK～」）や、iモードのアプリとしても登場している。
Wii U版『ソニック ロストワールド』において本作のキャラクターがゲスト出演するステージ「ナイトメア」がプレイできるダウンロードコンテンツが配信された。登場するキャラクターとしてはナイツ、リアラ、ワイズマン、ナイトピアン、セカンドレベルナイトメアンがいる。なおナイツ、リアラ、ワイズマン、ナイトピアン、ギミック、アイテムのデザイン、BGM・SEについては『ナイツ 〜星降る夜の物語〜』のものが使用されている。
海外でのみ発売されている『Sonic & Sega All-Stars Racing』にちょい役でゲスト出演し、その続編『Sonic & All-Stars Racing Transformed』ではナイツをテーマにしたステージがあり、実際操作できるキャラクタとしても登場する。

## 補足
- 元々はプログラマである中裕司が、リードプログラマとして自身の手でプログラムを書いた最後のソフトである。当時の役職は、CS第三研究開発部部長で、当時のセガ史上最年少部長である。これ以降はプロデューサー業、後に株式会社ソニックチームとして分社化後は社長業とセガ本社の執行役員や常務執行役員兼開発戦略本部本部長を担当した。
- 「ソニックチーム製作」の製品である。ただしソニックチームは当時は、CS第三研究開発部内で中裕司が何等かの形で関ったプロジェクトに冠していた、いわば自称のブランドである。実際にソニックチームが独立した組織となったのは、株式会社ソニックチームとして分社化されて以降である。
- 本作はアナログ方向キーを有するセガサターンの周辺機器、マルチコントローラー対応である。マルチコントローラーが無い場合、操作に難がある。
- 本作のゲームディスクにはゲームのデータの他に楽曲が収録されているトラックがあり、セガサターンのCDプレイヤーか、一般のCDプレイヤーで再生することで音楽を視聴できる。ただし一般のCDプレイヤーで再生する場合は1トラック目および2トラック目を再生しないようにする必要がある。また、『クリスマスナイツ』も同様になっている。両者では収録されている楽曲が若干違う。

## その他
- 2008年3月、Tシャツ『NiGHTS into dreams...T-shirts』がMARS SIXTEENより発売された。